# Соколя (Золочівський район)
Соко́ля — село в Україні, в Буській міській громаді Золочівського району Львівської області. Орган місцевого самоврядування — Буська міська рада. Населення становить 693 осіб. Колишній адміністративний центр Соколянської сільської ради, якій підпорядковувалися села Соколя, Волиця-Деревлянська, Забрід, Маращанка. Від 2021 року ці села належать до Побужанського старостинського округу.

## Географія
Село Соколя розташоване на березі ріки Західний Буг, за 70 км від обласного центру, за 53 км від районного центру, за 17 км адміністративного центру міської громади становить. Відстань до найближчої залізничної станції Красне — 27 км. На північ від села розташований Незнанів, на схід — Грабова, на південний схід — Волиця-Деревлянська, на південь та південний захід — Спас, на півночі та заході межує з територією авіаційного полігону, створеного після війни на території багатьох колишніх населених пунктів, зокрема й сіл Будки Незнанівські, Язениця Руська та Язениця Польська.
Вулиці
У селі Соколя налічується 4 вулиці.
- Воляни
- Зелена
- Лесі Українки
- Франка Івана

Присілки
На північний захід від сільської забудови розташований присілок Турки; на півночі частину території займає присілок Бербеки; на схід від них група будинків «Павуки»; у центрі території — група будинків «Гогольова Мазарня». 

## Населення
У 1880 році у селі мешкало 1313 осіб, з них: 797 русинів (українців), 513 поляків та 3 німців або ж 811 греко-католиків, 456 римокатоликів, 43 юдеїв та 3 інших віросповідань. Станом на початок 1939 року у Соколі мешкало 1490 осіб, з них: 1160 українців, 10 поляків, 140 латинників та 15 євреїв. За даними всеукраїнського перепису населення 2001 року у селі мешкало 693 особи.
Мова
Розподіл населення за рідною мовою за даними перепису 2001 року був наступним:
| українська | 693 | 100,00 |

## Історія
У «географічному словнику Королівства Польського» подається інформація, що у кінці XIX століття власником села був граф Станіслав Бадені. У селі діяла греко-католицька парафія церкви Зіслання Святого Духа (дочірня церква у селі Волиця-Деревлянська), однокласова початкова школа, кредитна (позичкова) каса з капіталом 411 злотих та винокурний завод. .

## Пам'ятки, визначні місця
- Дерев'яна церква Пресвятої Трійці, зведена коштом добровільних пожертв парафіян у 1882 році. Це будівля розмірами 16×9 метрів. В інтер'єрі церкви зберігся різьблений золочений іконостас, датований 1889 роком, образи святих до якого малював іконописець Йосиф Сидорович. На південний-захід від церкви розташована дерев'яна, двоярусна дзвіниця, зведена у 1883 році[11]. У 2008 році серед старої, зірваної з куполів бляхи, можна було побачити фабричний штамп з написом польською мовою (в перекладі): «Цинковня Королівська Гута БЕДЗІН підрозділ цинкового виробництва. НАЙКРАЩА ЯКІСТЬ»[12]. Церква перебуває у спільному користуванні місцевих релігійних громад — Львівсько-Сокальської єпархії Православної церкви України парафії Святої Трійці та Української греко-католицької церкви парафії Пресвятої Трійці села Соколя. Відправи у церкві проходять почергово[13].
- Заповідне урочище місцевого значення «Соколя», розташоване на схід від села Соколя;
- Ландшафтний заказник «Журавлиний», розташований на північний схід від села Соколя. Об'єкт природно-заповідного фонду Львівської області.